# Jianggao
Jianggao (kinesiska: 江高) är en köping i sydöstra Kina. Den ligger i stadsdistriktet Baiyun i provinshuvudstaden Guangzhou i provinsen Guangdong, omkring 15 kilometer norr om centrala Guangzhou. Antalet invånare är 161 343. Befolkningen består av 73 761 kvinnor och 87 582 män. Barn under 15 år utgör 11,0 %, vuxna 15-64 år 81 %, och äldre över 65 år 7,0 %.